# Hovedserien 1955/1956
Hovedserien 1955/1956 var Norges högsta division i fotboll säsongen 1955/1956 och löpte från juli 1955 till maj 1956. Lagen var uppdelade i två grupper, med åtta lag i varje. Larvik Turn vann Grupp A, och Fredrikstad Grupp B. Gruppvinnarna spelade final. Finalen vann Larvik Turn med  3–2.

## Grupp A
|   |               | S  | V  | O | F | +  | -   | P  |
| - | ------------- | -- | -- | - | - | -- | --- | -- |
| 1 | Larvik Turn   | 14 | 10 | 1 | 3 | 40 | -15 | 21 |
| 2 | Sandefjord BK | 14 | 7  | 2 | 5 | 26 | -19 | 16 |
| 3 | Viking        | 14 | 5  | 5 | 4 | 25 | -26 | 15 |
| 4 | Vålerengen    | 14 | 5  | 4 | 5 | 23 | -28 | 14 |
| 5 | Rapid         | 14 | 4  | 4 | 6 | 23 | -26 | 12 |
| 6 | Odd           | 14 | 4  | 4 | 6 | 18 | -24 | 12 |
| 7 | Brann         | 14 | 4  | 3 | 7 | 27 | -27 | 11 |
| 8 | Varegg        | 14 | 3  | 5 | 6 | 15 | -32 | 11 |

## Grupp B
|   |             | S  | V  | O | F  | +  | -   | P  |
| - | ----------- | -- | -- | - | -- | -- | --- | -- |
| 1 | Fredrikstad | 14 | 13 | 1 | 0  | 54 | -17 | 27 |
| 2 | Asker       | 14 | 11 | 1 | 2  | 41 | -16 | 23 |
| 3 | Skeid       | 14 | 7  | 3 | 4  | 34 | -18 | 17 |
| 4 | Lillestrøm  | 14 | 6  | 1 | 7  | 19 | -25 | 13 |
| 5 | Frigg       | 14 | 6  | 0 | 8  | 27 | -37 | 12 |
| 6 | Sarpsborg   | 14 | 3  | 5 | 6  | 27 | -30 | 11 |
| 7 | Kvik        | 14 | 2  | 2 | 10 | 12 | -44 | 6  |
| 8 | Ranheim     | 14 | 1  | 1 | 12 | 12 | -39 | 3  |

## Final
- 3 juni 1956:	Larvik Turn - Fredrikstad 3–2

S: Spelade matcher, V: Vinster, O: Oavgjort, F: Förluster, +: Gjorda mål, -: Insläppta mål

## Förklaringar
- S = spelade matcher V = vinster = O = oavgjorda F = förluster + - = målskillnad P = poäng.